# Melatinėlės upės slėnis
Melatinėlės upės slėnis este o arie protejată (arie specială de conservare — SAC, sit de importanță comunitară — SCI) din Lituania întinsă pe o suprafață de 16,88 ha, integral pe uscat.

## Localizare
Centrul sitului Melatinėlės upės slėnis este situat la coordonatele 55°46′12″N 25°54′15″E / 55.7699°N 25.9041°E.

## Înființare
Situl Melatinėlės upės slėnis a fost declarat sit de importanță comunitară în septembrie 2008 pentru a proteja 1 specie de plante. Situl a fost protejat și ca arie specială de conservare în august 2020.

## Biodiversitate
Situată în ecoregiunea boreală, aria protejată conține 2 habitate naturale: Păduri pe pante, grohotișuri și ravene de Tilio-Acerion, Păduri aluvionare cu Alnus glutinosa și Fraxinus excelsior (Alno-Padion, Alnion incanae, Salicion albae).
La baza desemnării sitului se află o specie protejată de  plante: turiță (Agrimonia pilosa).
Pe lângă speciile protejate, pe teritoriul sitului au mai fost identificate 1 specie de păsări.